# 山崎直
山崎 直（やまざき なおし、1885年〈明治18年〉3月23日 - 1975年〈昭和50年〉3月6日）は、千葉県木更津市長（2期）、医師。医学博士。

## 概要
第二次世界大戦前中後にわたる難しい時期を進駐軍と巧みに対峙した木更津市長。医師であり、千葉県医師会顧問、同名誉会員、県国保審議会委員、県医師会裁定委員であり、木更津ロータリークラブ創設者。また、私財を投じて私立木更津看護学校(現・木更津看護学院)を創設した。"木更津の吉田茂"とも言われる。木更津町会議員、同市会議員。嘉納治五郎の直弟子。

## 略歴
佐貫藩藩士の末弟、山崎周太郎の長子として1885年（明治18年）3月23日に生まれる。母はろうそく屋で辺りの大地主だった安田の娘・てる。兄妹には、山崎佐、米沢きみ（米沢与三七の夫）、早世した医師の二男がいる。山崎周太郎は末弟ではあるが、明治維新の混乱の中での兄の失踪により、当時は長子のみが認められた士族扱いとなる。父は風呂焚きをしながら住み込みで書生として医学を学び、順天堂大学の関わりで開業医となるが早世。山崎直が下の兄妹を支える形になる。
旧制第一高等学校を経て、1911年京都帝国大学卒業。父親と同じく順天堂大学に勤め将来を嘱望されていた。が、母・てるの再三の頼みにより木更津市内の病院を継ぎ、死の直前まで励んで勤めた。父・周太郎の遺言では同じく医者となっていた二男が病院を継ぐ義務を負っていたがそれを違ったかたちになった。二男は東京で医師として勤めていたが早世した。直はのちに市長としても勤めることになる。
かつての主君である阿部家は子爵となっていたが、小学校教諭として、職を探す憂き目に遭っていた。明治維新の混乱は武士の末裔の誰しもを襲ったが、市長となっていた山崎直はせめてものことで教諭の口を探した。
1928年4月から1930年4月まで千葉県君津郡医師会長、1942年3月から1946年1月まで千葉県医師会副会長を務めた。1942年6月木更津町議会議員に就任、1943年1月木更津市議会議員に当選。1946年11月より木更津市長臨時代理者、1947年4月より初代公選市長となり、1955年4月まで務めた。

## 親族・家族
妻の総子（夫紗子）は岡山医学専門学校が岡山医科大学になった時の総長(学長)筒井八百珠の娘で、現在の東京芸術大学のバイオリン科の卒業生であったため、ドイツ語が堪能であった。夫婦の複雑な会話はドイツ語で行われた。
四男二女があり、長男・次男・三男はいずれも医者となった。四男の晃嗣は光クラブ事件を起こして服毒自殺した。長女は尾田信忠の息子に嫁いだ。

## 栄典
- 勲五等双光旭日章[3]
- 藍綬褒章
- 正六位[3]
- 日本医師会最高優巧賞
- 木更津名誉市民